# Tasmanien Football Club
Tasmanien Football Club (engelska: Tasmania Football Club), med smeknamnet Devils ("Djävlar"; uppkallad efter den tasmanska djävulen), är en professionell australisk fotbollsklubb som grundades 2024. Klubben kommer att gå med i Australian Football League (AFL) 2028, Victorian Football League (VFL) 2025 eller 2026 och AFL Women's (AFLW) från ett ospecificerat datum.
Klubben kommer att vara baserad i Tasmanien (en stat där australisk fotboll är en mycket populär sport), med matcher som spelas runt om i staten. Inledningsvis kommer matcherna att spelas på Blundstone Arena i Hobart och på York Park i Launceston, där Hobart-matcherna flyttas till Macquarie Point Stadium när de är klara.
Tasmanien beviljades officiellt licensen för AFL:s 19:e lag i maj 2023, efter en enhällig omröstning av AFLs klubbpresidenter.
Trots Tasmaniens lilla befolkning är klubben väldigt populär i Tasmanien och har för närvarande rekordet genom tiderna för flest medlemskap för en AFL-klubb, trots att den inte har kommit in i ligan ännu. Efter att klubben startades tog det två timmar för klubben att överträffa 40 000 medlemmar. En dag senare passerade klubben 100 000 medlemmar, och det tog bara 24 timmar att slå AFL:s rekord för klubben med flest medlemmar. Två dagar efter lanseringen nådde klubben 121 000 medlemmar.
Klubbens färger är myrtengrön, rosaröd och primula gul.